# Aleksiej Pisiemski
Aleksiej Fieofiłaktowicz Pisiemski (ros. Алексе́й Феофила́ктович Пи́семский, ur. 23 marca 1821 we wsi Ramienje w guberni kostromskiej, zm. 2 lutego 1881 w Moskwie) – rosyjski pisarz i dramaturg.

## Życiorys
Pochodził ze zubożałej rodziny szlacheckiej. W latach 1834–1840 uczył się w gimnazjum w Kostromie, 1840-1844 studiował na Wydziale Matematycznym Uniwersytetu Moskiewskiego, później pracował w Kostromie, w 1854 przeniósł się do Petersburga. W 1860 został redaktorem odpowiedzialnym "Biblioteki dla cztenija". Pisał powieści realistyczne, m.in. Tysiąc dusz (1858, wyd. pol. 1953), opowiadania i sztuki teatralne, m.in. pierwszy w rosyjskiej literaturze dramat z życia wsi - Gor'kaja sud'bina (1863), a także felietony satyryczne. Występował z szeregiem felietonów skierowanych przeciw dziennikarstwu rewolucyjno-demokratycznemu; z tego powodu został wyzwany przez redaktorów satyrycznego dziennika "Iskra" na pojedynek, do którego jednak nie doszło. Latem 1862 podczas pobytu za granicą spotkał się w Londynie z A. Hercenem. W 1863 napisał reakcyjną i tzw. antynihilistyczną powieść Wzbałamuczennoje morie, która została potępiona przez demokratyczną krytykę. W odróżnieniu od Tołstoja, Dostojewskiego i Leskowa nie pokładał wielkich nadziei w moralnym odrodzeniu ludzkości. Dążył do konkretnych praktycznych przeobrażeń współczesnej rzeczywistości i nie mógł zadowolić się abstrakcyjnym ideałem moralnym. Nie mógł znaleźć takiego ideału, z pomocą którego można by poprawić codziennie życie praktyczne ludzi w oparciu o sprawiedliwe, rozumne zasady.